# Greystone Mansion
Greystone Mansion, também conhecida como Doheny Mansion, é uma mansão neotudor localizada em Beverly Hills, no estado da Califórnia, Estados Unidos. Ela foi projetada pelo arquiteto Gordon Kaufmann e sua construção foi finalizada em 1928, quando a P. J. Walker and Company se apropriou da residência. A casa se tornou conhecida por ser utilizada em diversas produções de televisão e cinematográficas.

## Uso
Greystone é atualmente designada como um parque público que, por vezes, é usada em locações de eventos especiais, incluindo Beverly Hills Flower & Garden Festival. A propriedade é popular por causa da localização e dos cuidados com o jardim, além de ser um espaço de locação para filmagens de diversos filmes e séries.

## Locação
A mansão é regularmente selecionada para servir como locações para produções de cinema e televisão. Dentre estas produções estão:
| - Alias (episódio 12 da 5ª temporada) - All of Me - Arrow - The Amazing Race 17 (episódio 12 da 17ª temporada) - Bare Essence - Batman & Robin - The Beautician and the Beast - The Big Lebowski - The Bold and the Beautiful - The Bodyguard - Columbo (episódio 4 da 2ª temporada) - Dark Mansions - Dark Shadows - The Day Mars Invaded Earth - Dead Ringer - Death Becomes Her - The Dirty Dozen - The Disorderly Orderly - Dollhouse (episódio 10 da 1ª temporada) - Dynasty: The Reunion - Entourage (episódio 10 da 4ª temporada) - Eraserhead - Falcon Crest (episódio 6 da 9ª temporada) - Flowers in the Attic - Forever Amber - Garfield: A Tail of Two Kitties - Ghostbusters II - Gilmore Girls - Golden Child - "I'd Do Anything for Love (But I Won't Do That)" - Indecent Proposal - The Inheritance - "It's Like That" - "I Want Love" - Jumpin' Jack Flash | - Knight Rider - The Loved One - Maryjane - MacGyver - Mercury Rising - The Mentalist - The Muppets - Murder, She Wrote - National Treasure: Book of Secrets - NCIS - Phantom of the Paradise - Picture Mommy Dead - The Prestige - The Puppet Masters - Remington Steele - Revenge - Rock Star - Rush Hour - The Social Network - Simply Mad About the Mouse - Spider-Man - Spider-Man 2 - Spider-Man 3 - Star Trek Into Darkness - Stripes - There Will Be Blood - The Trouble with Angels - The Vampire Diaries - "We Belong Together" - What Women Want - Winter Kills - The Witches of Eastwick - X-Men - The Young and the Restless |